# Utrechtunionen
 Denne artikel bør gennemlæses af en person med fagkendskab for at sikre den faglige korrekthed.
    
Gælder blandt andet navne på grevskaber, hertugdømmer,"gewesten", provinser, regioner etc. for at undgå forveksling.

Utrechtunionen  (Unionen i Utrecht, nl: Unie van Utrecht) var en unionsoverenskomst mellem de nordlige Nederlande, som 23. januar 1579 blev underskrevet af de fem gewesten (forløbere for nutidens provinser) Holland, Zeeland, en del af provinsen Utrecht, Gelderland og Ommelandene i Groningen (men ikke selve byen: "landene omkring") .
Indtil overenskomsten havde disse områder været under spansk herredømme. 4. februar undertegnede Gent aftalen, og i marts Dominium Friesland og tre af de fire dele af Hertugdømmet Geldern. I løbet af sommeren fulgte Amersfoort (fra provinsen Utrecht) og Ypres, Antwerpen, Breda og Brussel. Februar 1580 blev Brugge og Lier med områderne omkring en del af unionen og under indflydelse af Frieslands statholder George van Rennenberg forandrede Groningen standpunkt og undertegnede også unionsaftalen. To måneder senere, april 1580, fulgte resten af Geldern, og desuden Overijssel, Landskabet Drenthe og Venlo. Det er værd at lægge mærke til, at de brabantske byer 's-Hertogenbosch og Leuven ikke sluttede sig til unionen, idet Flandern og det halve Brabant var næsten helt besat af spanske tropper.
Af mange betragtes denne union som begyndelsen til staten Nederland, hvilket dog ikke er helt korrekt. Utrechtunionen lagde grundlaget for republikken De syv forenede Nederlande, som opstod i 1581, da syv provinser gik sammen. Denne republik blev ikke anerkendt internationalt før 1648, da fredsaftalen, som endte firsårskrigen, blev undertegnet i Westfalen. Dette samarbejde blev ikke en enhedsstat, før den bataviske republik opstod to hundrede år senere.
Utrechtunionen var et forbund af landområder og byer i dé nordlige Nederlande, som 1576 havde underskrevet Pacifikationen i Gent. Den blev oprettet som en reaktion fra de protestantiske provinser i forhold til den overenskomst, som kaldes Arrasunionen, "Unie van Atrecht", der var blevet undertegnet 6. januar samme år. I Arrasunionen støttede de sydlige provinser (i dag er de fleste en del af Vallonien) det katolske Spanien.
I Utrechtunionen blev blandt andet følgende punkter slået fast:
- Områder, som blev omfattet af aftalen, skulle operere som én enhed i forhold til andre stater, mens de internt beholdt deres egne privilegier, uafhængigt af de andre områder.
- Inden for unionen skulle en fælles hær oprettes, samtidig blev værnepligten fastlagt.
- Ved krigsudbrud eller andre (eksterne) uroligheder skulle områderne hjælpe hinanden.
- Halvdelen af alle omkostninger forbundet med forsvar af grænsebyerne skulle betales af områder tilsluttet unionen. For at dække disse omkostninger blev der indført en særlig skat.
- Byerne havde pligt til at opretholde garnisoner. Omkostningerne blev fordelt på alle områder.
- I Holland og Zeeland blev personlig trosfrihed fastlagt, noget som kan tolkes sådan, at de fik ret til at forbyde katolicismen. Øvrige byer og områder kunne selv bestemme, hvordan de skulle forholde sig til tro. Det blev desuden fastlagt, at venligtsindede byer og områder, som ønskede at holde fast ved katolicismen, ikke skulle udelukkes fra unionen.

Videre blev det i aftalen fastlagt på hvilke punkter, et flertal var nok, og hvornår det var påkrævet, at ingen var imod; desuden statholderens position og hvordan uenighed skulle behandles.
Efter at unionen i Utrecht var undertegnet, anerkendte de nordlige provinser stadig det spanske styre, men grunden var lagt for næste skridt på vejen mod Nederlandenes uafhængighed. Forholdet til den spanske hersker blev dårligere, og 1581 underskrev de nordlige Nederlande uafhængighedserklæringen, som på nederlandsk hedder Plakkaat van Verlatinghe eller Acte van Verlatinghe, "Overenskomst om opgivelse af ret".